# Salzkammergut Trophy
De Salzkammergut Trophy is een eendaagse wedstrijd voor mountainbiken. Ze wordt verreden in het natuurgebied Salzkammergut, door de regio Dachstein-Hällstatt die door de UNESCO is aangeduid als wereldnatuurerfgoed. Rond 2017 kwamen er jaarlijks tegen de 4.700 deelnemers uit meer dan 40 landen, waarvan er ruim 700 reden in de hoofdwedstrijd van 210 kilometer. Er zijn startlocaties in Obertraun, Bad Ischl en Bad Goisern am Hallstättersee waar ook de finish ligt.

## Geschiedenis
De eerste Salzkammergut Trophy werd in 1998 verreden op een natte en koude dag. Er waren drie afstanden: de nu traditionele 210 km met 7.000 meter hoogteverschil, een 155 km en een 75 km afstand. Van de 220 deelnemers deden er 20 mee aan de langste afstand en daarvan kwamen er 10 aan de eindstreep.
Anno 2023 is het programma met meerdere, kortere afstanden uitgebreid, om de wedstrijd aantrekkelijker te maken voor de recreatieve fietser. Daarnaast zijn er een gravelwedstrijd; een "marathon" van 22 kilometer voor eenwielers die tevens telt als Oostenrijks Kampioenschap; en korte wedstrijden voor de jeugd.
Het geheel wordt omkleed met een ludieke (e)-mountainbike-tocht (Schnitzeljagd), een fietsexpo, feesttenten op verschillende locaties langs het parkoers en een afterparty. Bij goed weer kunnen toeschouwers met een helicopter per pendelvlucht naar een alm gaan om de renners aan te moedigen bij een weids uitzicht.

### Bijzondere edities
De editie van 2014 vormde tevens het strijdtoneel van de Europese Kampioenschappen Marathon voor Masters. De heren streden in zeven leeftijdscategorieën op de route van 119,5 km met 3.838 hoogtemeters. De dames waren opgedeeld in drie categorieën, startten in Obertraun en legden 76,0 km af met 2.446 hoogtemeters.
De editie van 2018 had de meeste deelnemers: 4.689. Net als in 2016 haalde een record aantal van 528 renners op tijd de streep op de langste afstand. In 2017 startte het meeste aantal deelnemers aan de lange afstand: 767, waarvan er 518 de finish haalden. In 2014 kwamen de deelnemers uit 44 landen.
In het Coronajaar 2020 was het onmogelijk om een massale wedstrijd te houden en daarom werd de Trophy Individuell bedacht. Op de hellingen werd een tijdwaarneming geïnstalleerd en de deelnemers konden zelf een datum kiezen om op eigen gelegenheid het aangepaste parkoers af te leggen. 47 Renners, waaronder een dame, realiseerden een tijd op de langste route van 176 km.

## Lijst van winnaars

### Mannen
| Jaar | Goud              | Zilver               | Brons             |
| ---- | ----------------- | -------------------- | ----------------- |
| 2023 | Philip Handl      | Lukas Kaufmann       | David Schöggl     |
| 2022 | Konny Looser      | Matthias Alberti     | Philip Handl      |
| 2021 | Konny Looser      | Philip Handl         | Jakob Hartmann    |
| 2020 | Stefan Anzinger   | Philipp Nowotny      | Marek Schejbal    |
| 2019 | Konny Looser      | Martin Ludwiczek     | Lukas Kaufmann    |
| 2018 | Konny Looser      | Andreas Seewald      | David Schöggl     |
| 2017 | Konny Looser      | Albizu Joseba Lizaso | Ondrej Fojtík     |
| 2016 | Andreas Seewald   | Daniel Rubisoier     | Martin Ludwiczek  |
| 2015 | Andreas Seewald   | Ondrej Fojtík        | Martin Ludwiczek  |
| 2014 | Hansueli Stauffer | Thomas Strobl        | Daniel Rubisoier  |
| 2013 | Luis Leão Pinto   | Ondrej Fojtík        | Rupert Palmberger |
| 2012 | Ondrej Fojtík     | Bart Brentjens       | Max Friedrich     |
| 2011 | Wolfgang Krenn    | Stefan Danowski      | Radoslav Sibl     |
| 2010 | Erwin Dietrich    | Gerhard Trampusch    | Tomáš Trunschka   |
| 2009 | Lukas Kubis       | Urs Huber            | Radoslav Sibl     |
| 2008 | Thomas Dietsch    | Ondrej Fojtík        | Stefan Danowski   |
| 2007 | Tomáš Trunschka   | Stefan Kogler        | Stefan Danowski   |
| 2006 | Stefan Kogler     | Stefan Danowski      | Jörg Hütter       |
| ...  |                   |                      |                   |

In 2020 werd de Trophy individueel en op eigen gelegenheid verreden, met een ingekort parkoers en tijdwaarneming op de berghellingen.

### Vrouwen
| Jaar | Goud                  | Zilver           | Brons            |
| ---- | --------------------- | ---------------- | ---------------- |
| 2023 | Bianca Somavilla      | Anna Bicskei     | Lucia Carbini    |
| 2022 | Barbara Mayer         | Veronika Weiß    | Cemile Trommer   |
| 2021 | Nikol Flašarová       | Claudia Egginger | Hana Uhlikova    |
| 2020 | Sabine Schneider      |                  |                  |
| 2019 | Katharina Fiala       | Katrin Reichelt  | Hana Nenadálová  |
| 2018 | Sabine Sommer         | Barbara Mayer    | Alexandra Wogg   |
| 2017 | Sabine Sommer         | Milena Cesnaková | Irina Krenn      |
| 2016 | Sabine Sommer         | Katja Walz       | Milena Cesnaková |
| 2015 | Milena Cesnaková      | Jana Skrbková    | Lucie Vlášková   |
| 2014 | Milena Cesnaková      | Bettina Dietzen  | Jana Skrbková    |
| 2013 | Katja Hentschel       | Michela Ton      | Daniela Genovesi |
| 2012 | Natascha Binder       | Michela Ton      | Anja Dinter      |
| 2011 | Rosemarie Steinreiber | Sylvia Schmidt   | Nadia Pasqualini |
| 2010 | Ewelina Ortyl         | Gisela Makowski  | Ursula Birkl     |
| 2009 | Gisela Makowski       | Bettina Dietzen  | Claudia Rubiano  |
| 2008 | Andrea Huser          | Doris Steenfatt  | Anita Waiss      |
| 2007 | Anita Waiss           | Doris Steenfatt  | Hedvig Nagy      |
| 2006 | Andrea Huser          | Anita Waiss      | Sibylle Riesen   |
| 2005 | Anita Waiss           |                  |                  |
| ...  |                       |                  |                  |

Kampioenschappen:  Olympische Spelen ·
 Wereldkampioenschappen ·
WK marathon ·
 Europese kampioenschappen
 Belgie ·
 Denemarken ·
 Duitsland ·
 Finland ·
 Frankrijk ·
 Groot-Brittannië ·
 Italie ·
 Nederland ·
 Oostenrijk ·
 Polen ·
 Zwitserland
Klassementen:  Wereldbeker ·
 3 Nations Cup
Meerdaagse wedstrijden  Cape Epic ·
 Transalp Challenge ·
 Crocodile Trophy ·
 Belgian Mountainbike Challenge
Eendaagse wedstrijden:  Grand Prix d’Europe ·
 Hondsrug Classic ·
 Roc d'Ardenne ·
 Roc d'Azur ·
 Salzkammergut Trophy ·
 Sea Otter Classic ·
 Stappenbelt MTB Trophy
Strandraces:  De Panne Beach Endurance ·
 Egmond-pier-Egmond ·
 Hoek van Holland-Den Helder
Historisch:  Benelux Cup ·  Belgian MTB Grand Prix ·  MTB Topcompetitie